# پالمیرا (پنسیلوانیا)
پالمیرا (به انگلیسی: Palmyra) یک منطقهٔ مسکونی در ایالات متحده آمریکا است که در شهرستان لبنان، پنسیلوانیا واقع شده‌است. پالمیرا ۴٫۹۹ کیلومتر مربع مساحت دارد ۱۳۸٫۹۹ متر بالاتر از سطح دریا واقع شده‌است.